# Trafoia arctica
Trafoia arctica là một loài ruồi trong họ Tachinidae.